# Wallacea
Pour les articles homonymes, voir Wallacea (homonymie).
La Wallacea (littéralement en français : Wallacée) est une zone de transition biogéographique entre l'Asie du sud-est et l'Australasie. Cette zone comprend l'ensemble des îles situées entre le Sundaland, les Philippines, le Nord de l'Australie et la Nouvelle-Guinée. Sa richesse biologique lui vaut d'être également classée comme un point chaud de biodiversité (biodiversity hotspot).

## Définition

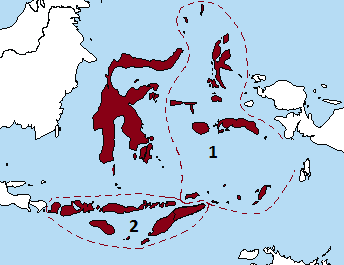
Carte de la Wallacea. La plus grande île est Sulawesi. 1 - Moluques, 2 - Petites Îles de la Sonde

La Wallacea est composée d'îles indonésiennes et du Timor (le Timor oriental est indépendant de l'Indonésie depuis 2002). On y trouve les Petites îles de la Sonde ou Nusa Tenggara (Lombok, Sumbawa, Komodo, Florès et Sumba, Timor), Sulawesi - ou Célèbes - et les Moluques, sauf les îles Aru, qui se situent sur la Plaque australienne. La zone couvre une superficie d'environ 347 000 km2.

## Étymologie
Zone de transition, elle doit son nom au naturaliste britannique Alfred Wallace, découvreur au XIXe siècle ayant accompagné Charles Darwin lors de son élaboration finale de la théorie de l'évolution. Le terme de « Wallacea » fut utilisé pour la première fois par Roy E. Dickerson et al. en 1928.

## Intérêts évolutifs

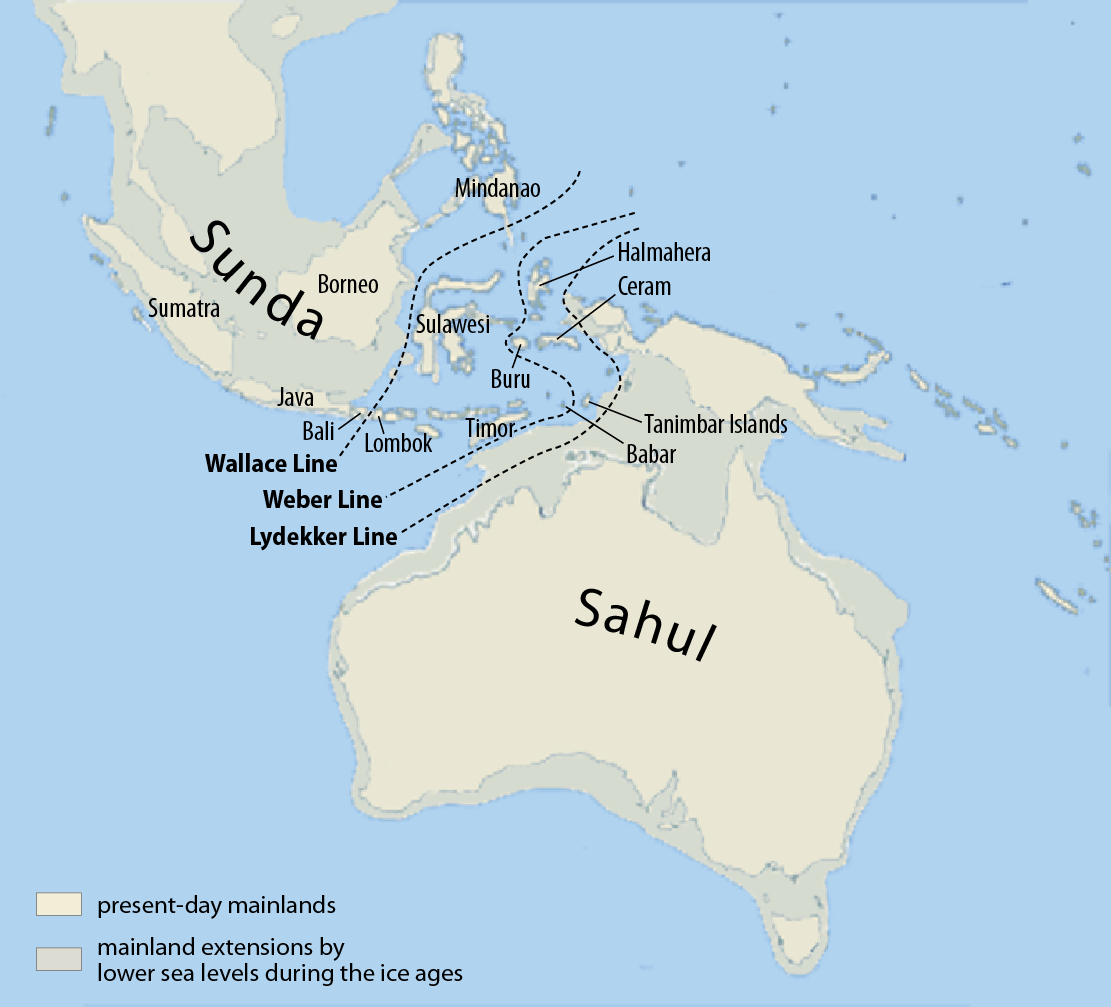
La carte montre l'aspect des masses continentales aujourd'hui et pendant le Pléistocène, mettant en relief les ponts terrestres qui existaient en Australasie (Sahul) et en Asie du sud-est (Sunda) pendant les glaciations. Concernant la Wallacea, on observe que les îles qui la composent n'ont jamais été reliées entre elles à cette époque. On y voit également la ligne Wallace, ainsi que les lignes Weber et Lydekker.

Cet espace est très important d'un point de vue évolutif du fait de sa situation de zone tampon entre deux espaces biogéographiques. Alfred Russel Wallace fut le premier à remarquer les différences dans la faune des mammifères et des oiseaux des deux côtés de la ligne Wallace. Comme on le voit sur la carte ci-contre, la Wallacea se trouve entre deux zones appelées Sunda et Sahul. Le Sunda correspond à l'Asie du Sud-est dans son ensemble. Il a donné le terme « Sundaland » qui correspond à sa partie insulaire (Java, Bali, Bornéo, Sumatra) et à la péninsule Malaise. Cette région était, il y a encore peu (il y a 12 000 ans), au Pléistocène, reliée au continent. Raison pour laquelle on y retrouve de nombreux mammifères placentaires présents dans toute l'Asie : Rhinocéros, éléphants, primates, tigres, etc. Le Sahul est un plateau continental comprenant la Nouvelle-Guinée, l'Australie et la Tasmanie avec une majorité de mammifères marsupiaux.
De ce fait la Wallacea comprend peu de mammifères terrestres qui ne pouvaient pas traverser les océans. De plus, près de la moitié sont des chauves-souris qui se déplacent d'île en île par les airs. Les mammifères de la Wallacea sont plus proches de ceux du Sundaland. Par contre l'avifaune est mixte avec des oiseaux venant tant de l'écozone indomalaise qu'australasienne. Ils forment le groupe majoritaire dans cet espace biogéographique. Les reptiles et les insectes ont été capables de franchir également cette frontière maritime.
Dickerson, l'inventeur du terme de « Wallacea », a délimité cette zone en 1928 par la ligne de Wallace modifiée par Huxley et par la ligne de Weber. En 1944, Ernst Mayr considère que la Wallacea est constituée de quatre districts zoogéographiques : 1. les Moluques, 2. les Petites îles de la Sonde, 3. Célèbes et 4. les Philippines. La ligne de Weber est alors positionnée au sein de la Wallacea. Mayr redéfinit la ligne de Weber comme la ligne d'équilibre de la faune, avec à l'ouest plus de 50 % d'espèces d'origine orientale et à l'est plus de 50 % d'espèces d'origine australienne. En 1977, Simpson considère la Wallacea comme une zone intermédiaire (d'îles non assignées aux continents) définie par la ligne de Wallace modifiée par Huxley (comme limite de la faune orientale) et par la ligne de Lydekker (comme limite de la faune australienne).

## Caractéristiques

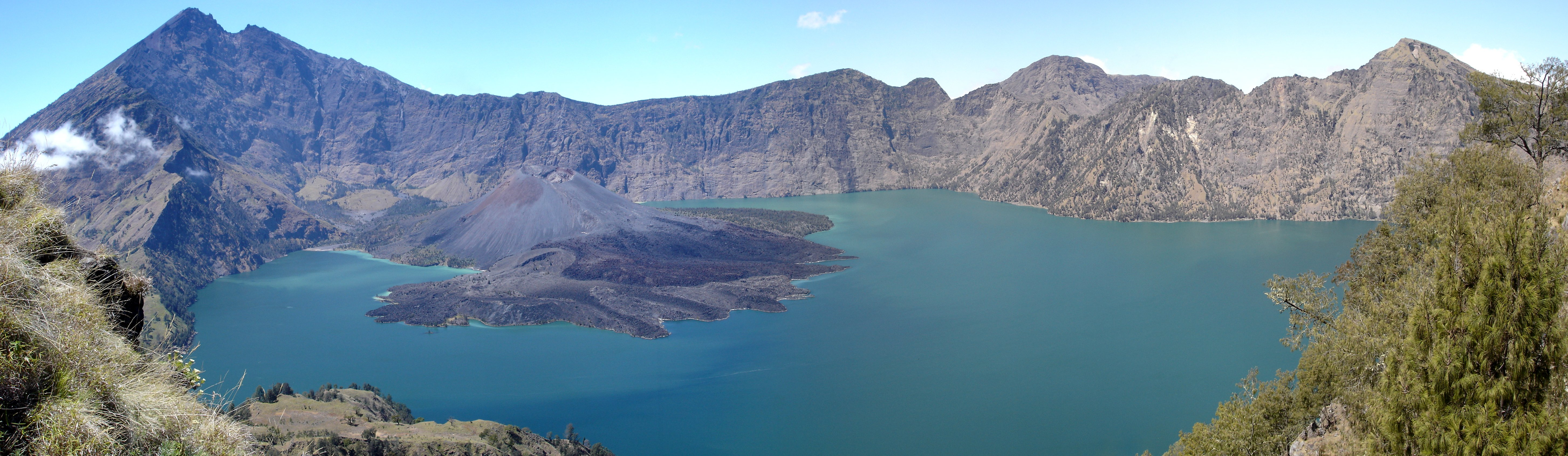
Le Mont Rinjani à Lombok avec ses 3726 m est le plus haut sommet de la Wallacea. On observe ici sa caldeira qui s'est progressivement rempli d'un lac.

La Wallacea est traversée dans sa partie nord (Sulawesi et Moluques) par l'équateur et se situe intégralement en zone tropicale. Le climat est en grande partie équatorial dans les Moluques et à Sulawaesi avec des variations de pluviométrie plus ou moins importantes dans certaines parties de ces îles au cours de l'année. Les Petites îles de la Sonde connaissent un climat de savane tropicale dû à des vents secs venant d'Australie qui offrent des paysages de savanes, de prairies herbeuses et de forêts tropophiles, avec des forêts plus humides en montagnes. Sulawesi et les Moluques connaissent des forêts ombrophiles avec des forêts de brouillards à partir de 1 000–1 500 m d'altitude. La pluviométrie varie de 944 mm à Dili (Timor-oriental - avec une amplitude mensuelle de 152 à 11 mm en janvier et en août) 3 137 mm à Makassar (Sulawesi - avec une amplitude mensuelle de 734 à 15 mm en janvier et en août), ces deux exemples possédant un climat de mousson. Manado (Sulawesi) et Ternate (Moluques du Nord) avec leur 2 760 et 2 212 mm annuels avec de faibles variations de pluviométrie présente un climat équatorial typique.

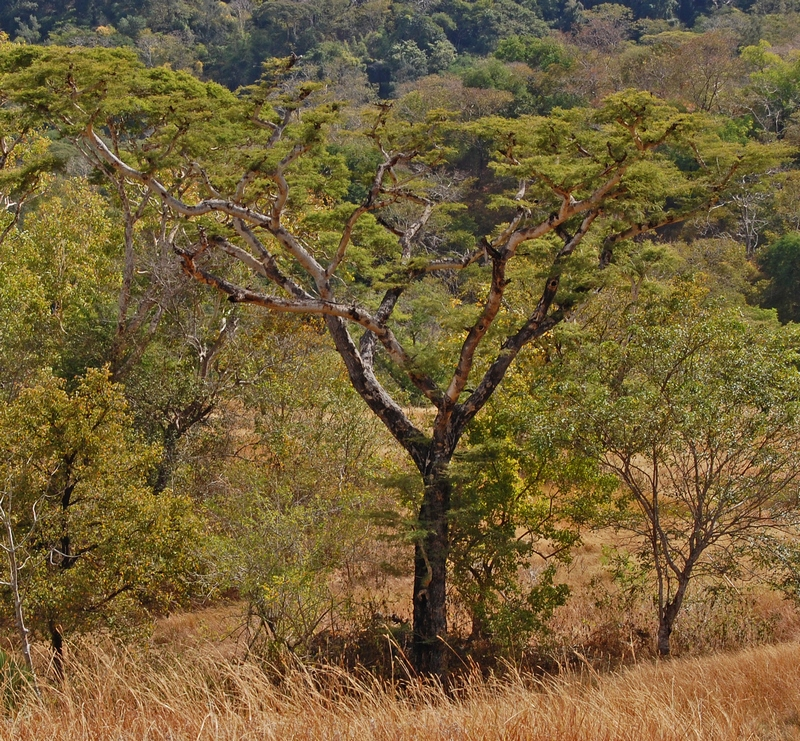
Acacia leucophloea dans un paysage typique de savane du Timor.

La zone fait partie de la Ceinture de feu du Pacifique et se situe au point de contact des plaques eurasienne, australienne, pacifique et philippine. La Wallacea est donc très sismique avec de nombreux volcans actifs. Seul le sud de Sulawesi et le centre des Moluques ne comportent pas de volcans importants. Cette région est donc extrêmement montagneuse et on observe très peu de zones de plaines. Parmi les sommets les plus élevés on retrouve dans les Petites îles de la Sonde le Rinjani (Lombok - 3 726 m), le Tambora (Sumbawa - 2 850 m), le Poco Mandasawu (Flores - 2 370 m), le Tatamailu (Timor - 2 986 m). Sulawesi possède 9 sommets de plus de 2 500 m dont son point culminant le Mont Rantemario avec ses 3 478 m. Les Moluques sont en moyennes plus basses avec des pics s'élevant à 1 000–1 500 m environ. On retrouve néanmoins le Binaya (Céram) et le Mont Kaplamada (Buru) qui atteignent respectivement 3 027 et 2 428 m.

## Biodiversité

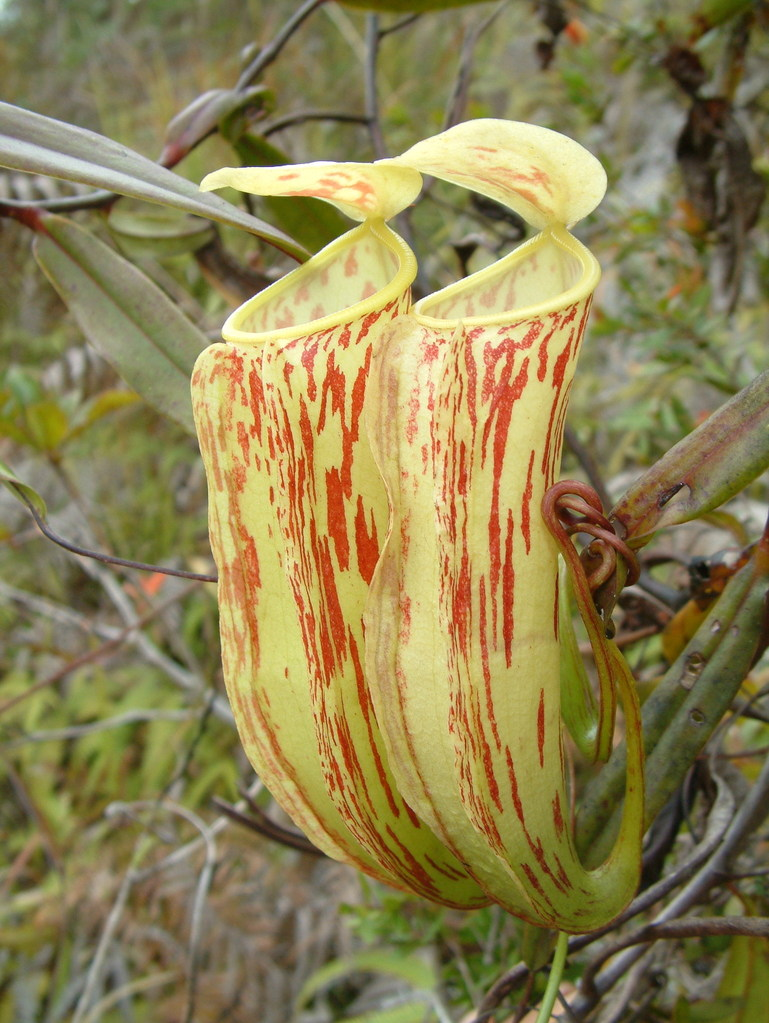
Nepenthes glabrata fait partie des 7 espèces de Népenthès que l'on trouve dans les forêts de tourbières de Sulawesi, poussant dans un sol pauvre et acide, entre 1600 et 2100 m d'altitude.

En plus de ses intérêts évolutifs évoqués précédemment la Wallacea présente une biodiversité élevée. Comme on peut le voir sur la deuxième carte, ci-dessus, les îles constituantes de ce hotspot n'ont pas été seulement isolées des grands ensembles continentaux comme le Sunda ou le Sahul mais n'ont même jamais été reliées entre elles par des ponts terrestres durant les glaciations du Pléistocène. De ce fait chaque île possède généralement un endémisme élevée, tout particulièrement à Sulawesi et dans les Moluques où les îles sont très éloignées les unes des autres.
La flore de la Wallacea, contrairement à la faune, ne présente pas de séparation nette entre l'Asie et l'Océanie,[réf. obsolète]. En effet cet espace est inclus dans le Royaume floral paléotropical (Afrique, Asie tropicale, Nouvelle-Guinée, Pacifique). Celui-ci est divisé en plusieurs régions dont la Malesia qui comprend une zone allant de la Péninsule malaise et des Philippines jusqu'à la Nouvelle-Guinée. La flore de la Wallacea montre donc de fortes similitudes avec les espèces dominantes du Sundaland et de la Nouvelle-Guinée avec la présence plus minoritaire d'espèces des flores australiennes et antarctiques comme les Podocarpus ou les Eucalyptus. On compte environ 10 000 espèces de plantes vasculaires dont 1 500 espèces et 12 genres sont endémiques. 500 espèces sont endémiques à Sulawesi, 300 aux Moluques et 120 aux Petites Îles de la Sonde, environ. La végétation variant beaucoup d'un groupe d'îles à l'autre, on ne retrouve pas les mêmes essences dominantes selon les zones. Les forêts sèches des Petites Îles de la Sonde comportent comme espèces d'arbres notables Eucalyptus urophylla, Santalum album, Sterculia foetida, Calophyllum teysmannii, Tamarindus indica, Protium javanicum, Schleichera oleosa, Schoutenia ovata et Aleurites moluccana. Les forêts de moussons sont dominées notamment par le Pterocarpus indicus. Les Verbenaceae, Rubiaceae et Euphorbiaceae forment des familles importantes de plantes au port buissonnant. On retrouve également des savanes avec des arbres éparses des genres Eucalyprus, Acacia, Casuarina, ainsi que Ziziphus mauritiana et le palmier Borassus flabellifer. Les forêts d'altitudes sont plus humides et comportent d'autres groupes comme les Tabernaemontana et les Bauhinia au-dessous de 1 000 m. Au-dessus on retrouve des Podocarpus et des Engelhardtia, avec également de nombreuses espèces épiphytes et herbacées tels les orchidées du genre Corymborkis. Les forêts ombrophiles de Sulawesi et des Moluques voient l'apparition de plusieurs genres de Diptérocarpes : Anisoptera, Hopea, Shorea, Vatica, même si Sulawesi possède seulement 7 espèces de cette famille contre 267 et 106 à Bornéo et Sumatra, respectivement. Il y poussent également des ébènes du genre Diospyros et divers genres de palmiers : Oncosperma, Liculala, Pinanga, Areca, Caryota et Livistona. On retrouve, à Sulawesi surtout, de petites portions de forêts de tourbières, au sol acide, comptant moins d'espèces que les forêts ombrophiles mais un grand nombre d'essences endémiques : Eugenia, Geunsia paloensis, Premna foetida, Metroxylon sagu, Pholidocarpus, Licuala, Arenga, Oncosperma et Corypha. C'est également le cas des forêts ultra-basiques avec les genres Metrosideros, Agathis et Calophyllum et les familles des Burseraceae, Sapotaceae et Myrtaceae, ainsi que les plantes carnivores du genre Nepenthes. Les forêts de montagne de Sulawesi au-dessus de 1 200 m sont dominées par des chênes du genre Lithocarpus et de châtaigniers du genre Castanopsis. Au-dessus encore les conifères des genres Podocarpus, Dacrycarpus, Dacrydium, Phyllocladus forment les essences majoritaires. Outre les bois de construction et les essences parfumées tel le Santal, on trouve dans les Moluques deux épices parmi les plus utilisées dans le monde : le clou de girofle (Syzygium aromaticum) et la noix de muscade (Myristica fragrans).

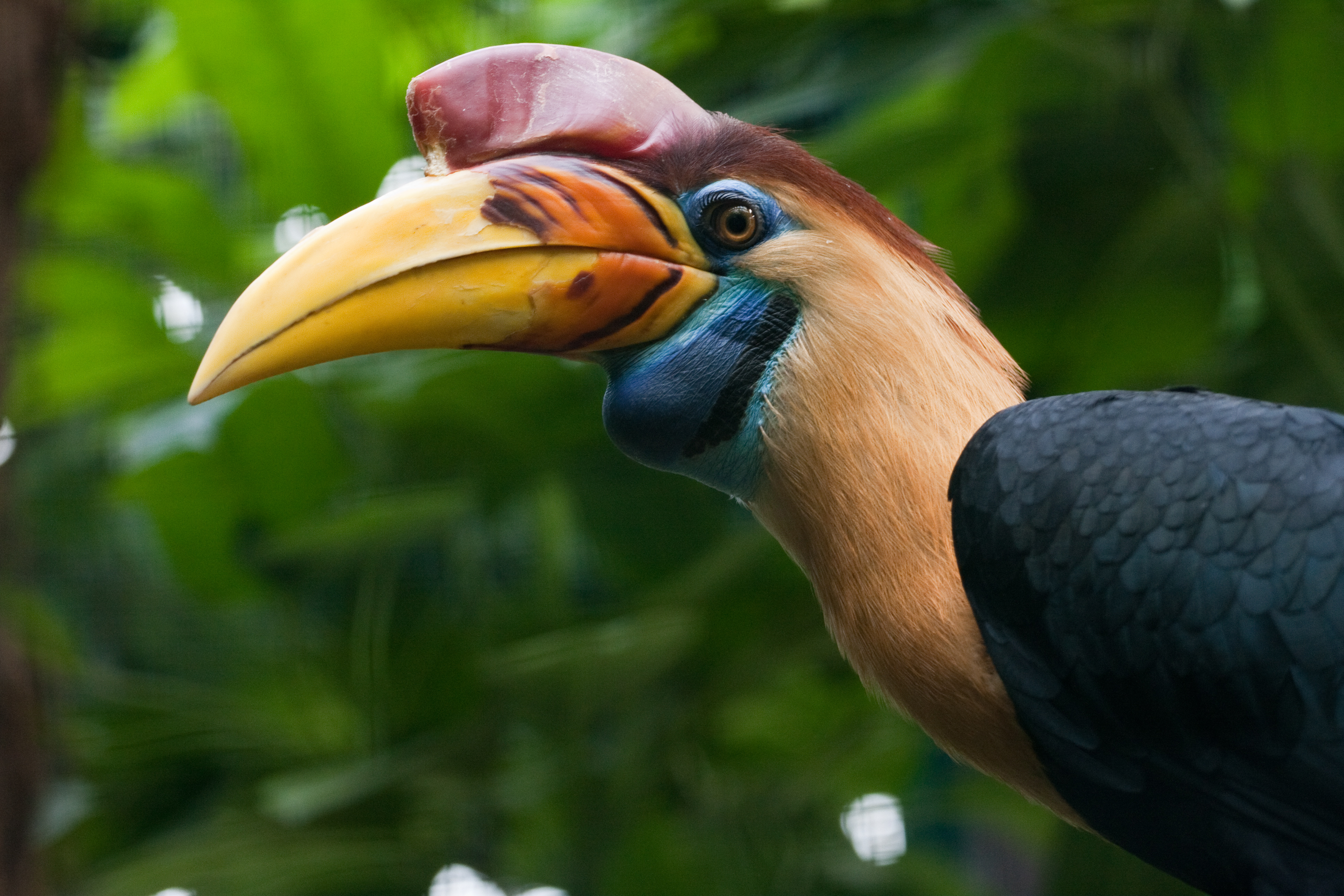
Le Calao à cimier - endémique à Sulawesi - est l'une des oiseaux les plus emblématiques de la région.

L'une des spécificités notables de la Wallacea concerne la proportion d'espèces végétales et animales endémiques. Alors que dans les autres hotspots de biodiversité l'endémisme des plantes vasculaires est généralement supérieur à celui des vertébrés, dans la Wallacea on retrouve seulement 15 % d'endémisme végétale contre - en moyenne - 50 % pour les vertébrés terrestres. Cela s'explique par le fait que les plantes vasculaires de la Wallacea font partie d'un ensemble bien grand appelé Malesia, comme nous l'avons vu précédemment. Alors que les espèces animales se retrouvent dans une zone tampon entre écozone indomalaise et australasienne, et ont évolué de manière unique.
- Mammifères : 222 espèces de mammifères vivent dans la Wallacea dont 125 sont endémiques. On retrouve notamment 125 espèces de chiroptères, dont beaucoup possèdent une aire de répartition bien plus large : de ce fait, sans les chiroptères, l'endémisme des autres mammifères atteint 88 %. Parmi les mammifères les plus emblématiques on peut citer le Babiroussa, une espèce de Suidés farouche dont le mâle possède une double paire de dépenses recourbées. Deux espèces de buffles sont également endémiques à Sulawesi : l'Anoa de montagnes (Bubalus quarlesi) et l'Anoa de plaines (Bubalus depressicornis), tous deux menacés. On retrouve également sur cette île 7 espèces de macaques et 5 de tarsiers, donc le rare Macaque nègre (Macaca nigra). Les autres îles, plus petites, renferment moins de mammifères endémiques, avec surtout des musaraignes et des rongeurs. Les Moluques, biologiquement plus proches de l'Australasie, comprennent plusieurs espèces de phalangers, qui sont des marsupiaux.
- Oiseaux : 262 espèces sur 647 sont propres à la Wallacea soit un endémisme de plus de 40 %. Les oiseaux pouvant se déplacer d'île en île par le vol, on retrouve de manière assez homogène des groupes d'espèces venant à la fois d'Asie et d'Océanie avec des familles très bien représentées : Megapodiidae, Columbidae (dont les genres Ducula et Ptilinopus), Psittacidae, Alcedinidae, Meliphagidae, Campephagidae, Pachycephalidae, Zosteropidae, Dicaeidae, Muscicapidae[16],[17]. Plusieurs espèces sont menacées dont l'unique Maléo (Macrocephalon maleo), qui enterre ses œufs dans les sables volcaniques où la chaleur du sol va permettre l'incubation. Les autres espèces en danger critique d'extinction incluent l'Aigle de Florès, le Lori de Buru, le Cacatoès soufré, le Petit-duc de Siau, le Pitohui de Sangihe, la Corneille des Banggai, le Tchitrec de Rowley et le Zostérops de Sangihe. On retrouve dans la Wallacea plus d'espèces d'oiseaux en voie de disparition que dans tout le reste de l'Indonésie[18].

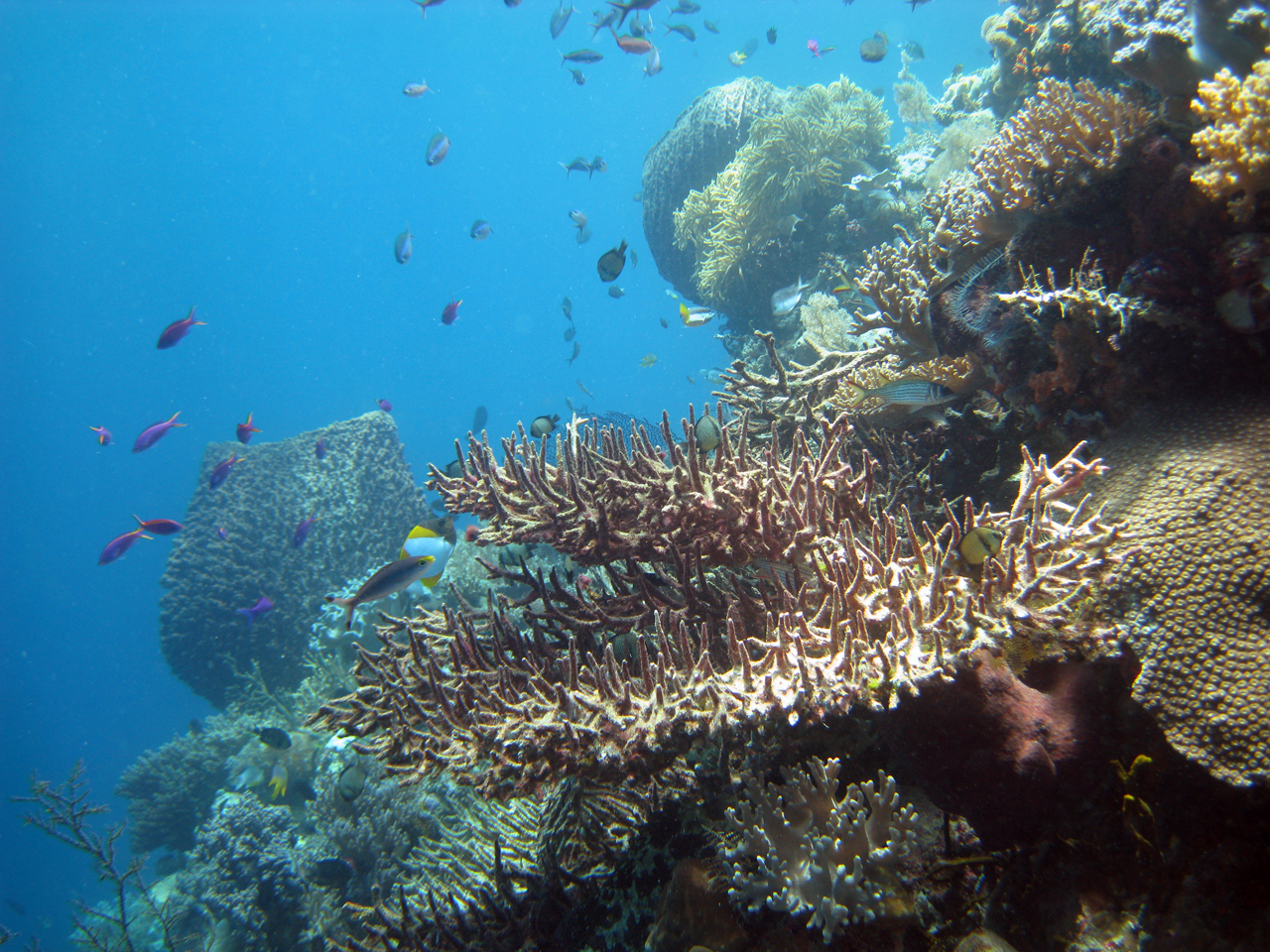
La Wallacea possède les récifs parmi les plus riches du monde, comme ici dans les Îles Wakatobi, au large de Sulawesi.

- Reptiles : presque 45 % des 222 espèces de reptiles de la Wallacea (soit 99 espèces) sont endémiques à cette région dont 3 genres de serpents : Calamorhabdium, Rabdion et Cyclotyphlops. Le reptile le plus connu de cette zone est bien-évidemment le Dragon de Komodo (Varanus komodoensis) qui est le plus gros lézard du monde avec un maximum de 280 cm pour 50 kg chez les mâles. On le retrouve uniquement sur Komodo, Padar, Rinca et Flores, dans les parties les plus sèches de ces îles. La seule tortue de la Wallacea, Chelodina mccordi, est présente sur la minuscule île de Roti, près de Timor où elle constitue l'espèce de Chelodininae (Australie, Nouvelle-Guinée) la plus occidentale.
- Amphibiens : sur 48 espèces de grenouilles, 33 sont endémiques à cette région (presque 70 % d'endémisme) dont le Crapaud des Célèbes (Bufo celebensis). Les 8 espèces menacées incluent Oreophryne monticola, Oreophryne celebensis, Oreophryne variabilis, Nyctimystes rueppelli, Callulops kopsteini, Limnonectes arathooni, Limnonectes heinrichi et Limnonectes microtympanum[19].

Étant donné que beaucoup d'espèces de poissons de la zone vivent à la fois en eau douce, saumâtre et salée il est délicat d'en définir le taux d'endémisme. On retrouve néanmoins à Sulawesi dans les Lacs de Malili au moins 15 espèces endémiques des genres Telmatherina, Marosatherina, Oryzias ainsi que 7 espèces de gobies. La biodiversité de la Wallacea ne se limite pas aux vertébrés terrestres et aux poissons d'eau douce, mais s'étend également en mer. En effet cette zone se trouve en plein cœur du Triangle du corail — région allant des Philippines à Java et aux Îles Salomon — qui concentre la plus grande diversité marine au monde incluant plus de 2 000 espèces de poissons et 76 % des coraux bâtisseurs. Ce qui explique pourquoi un grand nombre des réserves naturelles de la Wallacea sont marines, notamment à Sulawesi.

## Histoire et peuplement humain
Les îles Wallacées ont formé des tremplins dans la propagation des premiers humains modernes de l'Eurasie à l'Océanie, il y a probablement plus de 50 000 ans. Les découvertes archéologiques montrent que les ancêtres de notre espèce vivaient à Wallacea il y a 47 000 ans. Leurs plus anciennes traces sont des peintures rupestres dans les Célèbes qui datent de 45 500 ans
L'une des découvertes archéologiques les plus distinctives de cette région est le complexe technologique toaléen, daté d'une période beaucoup plus récente, il y a entre 8 000 et 1 500 ans. Parmi les objets fabriqués par les peuples de la culture toaléenne se trouvent les pointes de flèches en pierre caractéristiques connues sous le nom de pointes de Maros. La culture toaléenne n'a été trouvée que dans une zone relativement petite de la péninsule méridionale de Sulawesi.
Les agriculteurs néolithiques d'Asie de l'Est (« peuples austronésiens ») arrivent à Wallacea il y a environ 4000 ans.